# Doe Lake
Doe Lake är en sjö i Kanada.   Den ligger i Parry Sound District och provinsen Ontario, i den sydöstra delen av landet, 290 km väster om huvudstaden Ottawa. Doe Lake ligger 292 meter över havet.
I omgivningarna runt Doe Lake växer i huvudsak blandskog. Runt Doe Lake är det glesbefolkat, med 8 invånare per kvadratkilometer.